# Vladímir Barnashov
Vladímir Mijáilovich Barnashov –en ruso, Владимир Михайлович Барнашов– (Riazany, 26 de febrero de 1951) es un deportista soviético que compitió en biatlón.
Participó en los Juegos Olímpicos de Lake Placid 1980, obteniendo una medalla de oro en la prueba por relevos. Ganó tres medallas de bronce en el Campeonato Mundial de Biatlón entre los años 1979 y 1982.

## Palmarés internacional
| Juegos Olímpicos   | Juegos Olímpicos             | Juegos Olímpicos  | Juegos Olímpicos |
| Año                | Lugar                        | Medalla           | Prueba           |
| ------------------ | ---------------------------- | ----------------- | ---------------- |
| 1980               | Lake Placid (Estados Unidos) | Medalla de oro    | Relevos          |
| Campeonato Mundial |                              |                   |                  |
| Año                | Lugar                        | Medalla           | Prueba           |
| 1979               | Ruhpolding (RFA)             | Medalla de bronce | Relevos          |
| 1981               | Lahti (Finlandia)            | Medalla de bronce | Relevos          |
| 1982               | Minsk (URSS)                 | Medalla de bronce | Relevos          |